# Grabern
Grabern – gmina targowa w Austrii, w kraju związkowym Dolna Austria, w powiecie Hollabrunn. Liczy 1 468 mieszkańców (1 stycznia 2014).